# PFK Nessebar
Der PFK Nessebar (bulgarisch ПФК Несебър, von bulg. Професионален футболен клуб Несебър/Profesionalen furbolen Klub Nessebar) ist ein bulgarischer Fußballverein aus Nessebar, welcher momentan in der zweitklassigen bulgarischen B Grupa spielt. Die Vereinsfarben sind blau-weiß. Derzeitiger Trainer ist Nikolay Zhechev (August 2017).

## Geschichte
Der Verein wurde 1946 unter dem Namen Tschernomorez Nessebar gegründet. 1979 wurde er in Slantschew brjag (bulgarisch für Sonnenstrand) umbenannt und trug diesen Namen bis 1993, als er in PFK Nessebar umbenannt wurde. Zwischen 1996 und 2001 trug er erneut den Namen Slantschew brjag, um 2001 abermals in PFK Nessebar umbenannt zu werden.

## Sportliche Erfolge
- 15. Platz in der A Grupa (2005)
- Einzug ins Viertelfinale des Bulgarischen Pokals (2009)
- Einzug ins Achtelfinale des Sowjetarmee-Pokals (1983 als Slantschew brjag)